# Terme Eleniane

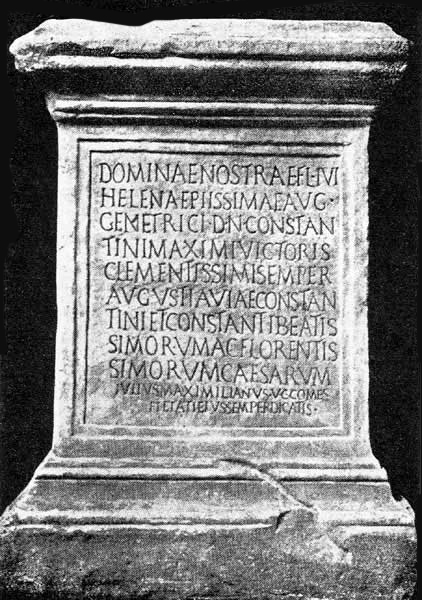
Dedica a Flavia Giulia Elena con menzione del restauro delle Terme Eleniane (323-326 d.C.)

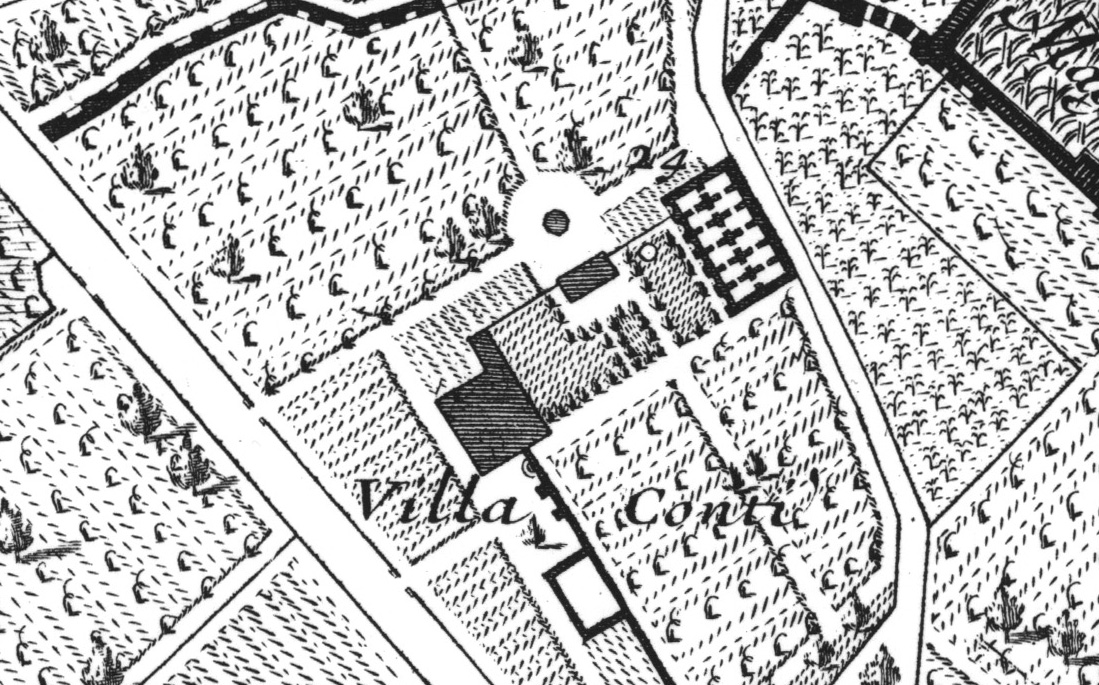
Cisterne delle terme addossate a villa Conti (Nuova Topografia di Roma di G. Nolli, 1748)

Le Terme Eleniane (Thermae Helenianae o Thermae Helenae) erano un complesso termale di Roma antica costruito in una zona di passaggio tra Esquilino e Celio, anticamente detta Horti Spei Veteris, poi Horti Variani. Si trovavano in prossimità dell'acquedotto Celimontano (arcus Neroniani), nel punto in cui esso si stacca dall'acquedotto Claudio, vicino all'Anfiteatro castrense. Esse devono il proprio nome a Elena, madre di Costantino I, che le restaurò dopo un incendio nel 323-326.

## Storia e descrizione
I bolli laterizi più antichi rinvenuti nell'area di localizzazione delle terme indiziano una datazione dell'impianto all'età severiana, confermata anche da una dedica a Giulia Domna, moglie di Settimio Severo, qui rinvenuta.
Un'altra grandiosa iscrizione (oggi ai Musei Vaticani) ricordava invece il restauro di Elena dopo l'incendio. Alla fine del XVI secolo i resti delle terme furono abbattuti da Domenico Fontana per volere di papa Sisto V, allo scopo di consentire l'apertura del tratto della strada Felice antistante alla basilica di Santa Croce in Gerusalemme (attuale via di Santa Croce in Gerusalemme).
La pianta del complesso ci è però stata tramandata dai disegni rinascimentali di Andrea Palladio e Giuliano da Sangallo, mentre sono ancora visibili all'incrocio fra le moderne via Eleniana e via G. Sommeiller i resti della cisterna che lo alimentava, composta da dodici concamerazioni disposte su due file parallele. Nel Medioevo uno di questi ambienti fu sistemato a cappella cristiana (nei documenti dell'epoca indicata col nome di "S. Angelo"), della quale si conservavano lacerti di affreschi ancora nel XVIII secolo.